# Franz Schädle
Franz Schädle (Westerheim, 19 november 1906 – 2 mei 1945) was de laatste bevelhebber van de persoonlijke lijfwachten van Adolf Hitler (Führerbegleitkommando; FBK) van 5 januari 1945 tot aan zijn dood op 2 mei 1945.

## Biografie
Schädle werd geboren in Westerheim, Baden-Württemberg op 19 november 1906. Na zijn opleiding op de ambachtsschool werkte hij als een bouwtechnieker. Op 1 februari 1930 ging hij bij de Schutzstaffel (SS). Het SS-Begleitkommando werd op 29 februari 1932 gevormd, met als doel Adolf Hitler te beschermen. Schädle was een van de 12 mannen gekozen door Sepp Dietrich. Van de 12 werden er acht gekozen voor het SS-Begleitkommando des Führers (SS-begeleidingscommando van de Führer, SS-BKdF). Schädle was een van deze acht die Hitler moesten beschermen wanneer hij zich buiten München en de grenzen van Beieren verplaatste. Als lid van de eenheid, beschermde Schädle Hitler in de verschillende hoofdkwartieren en begeleidde hij hem tijdens al zijn reizen. Hij diende ook in de staf van Reichsführer-SS Heinrich Himmler vanaf 1 mei 1934.
Op 5 januari 1945 werd Schädle aangesteld als kommandant van de lijfwachteenheid, na het ontslag van Bruno Gesche. Het SS-Begleitkommando was ondertussen uitgebreid en gekend als het Führerbegleitkommando (Führer-begeleidingscommando, FBK). Hij begeleidde Hitler en zijn entourage naar het bunkercomplex onder de tuin van de Rijkskanselarij in Berlijn. Schädle stelde Oberscharführer Rochus Misch aan als telefoonoperator in de bunker. Tegen 23 april 1945 had Schädle 30 leden in zijn eenheid als lijfwachten van Hitler. Schädle werd op 28 april 1945 verwond aan zijn been door shrapnel; hierdoor moest hij rondlopen op krukken.
Schädle was in de tuin van de Rijkskanselarij aanwezig op de crematie van Hitler, nadat die zelfmoord pleegde op 30 april. Het plan was Berlijn te ontvluchten om zich ofwel over te geven aan de geallieerden aan de Elbe of het Duitse leger te vervoegen in het noorden. De achterblijvers in de Rijkskanselarij en de Führerbunker werden opgesplitst in 10 groepen. Rochus Misch verklaarde dat Schädle het bevel had gekregen, dat wanneer de tijd daar was, dat hij zich moest vervoegen bij de eerste uitbraakgroep van SS-Brigadeführer Wilhelm Monhke. Misch herinnerde zich later dat kort daarna, vier mede-FBK-bewakers in de Führerbunker naar beneden kwamen met een lege stretcher. Ze wilden Schädle hiermee naar buiten dragen tijdens de uitbraak. Schädle weigerde dit. Volgens de meester-electromechanicus Johannes Hentschel, was tegen die tijd de wonde aan Schädles been geïnfecteerd met ganggreen.
Voordat Joseph Goebbels zelfmoord pleegde, ontsloeg hij Misch van zijn taken als telefoonoperator en gaf hem de vrijheid om de bunker te verlaten. Misch en Hentschel hoorden bij de laatste mensen die op dat moment nog aanwezig waren in de bunker. Misch ging naar boven door de kelders van de Rijkskanselarij waar het kantoor van Schädle was om voor de laatste keer rapport uit te brengen. Misch vertelde Schädle dat Goebbels hem had ontslagen van zijn taken. Schädle onthulde Misch de route die hij moest proberen om door de Sovjet-barricade te geraken. Daarna pleegde Schädle zelfmoord door zich in de mond te schieten met een pistool, in plaats van te vluchten terwijl het Rode Leger dichter bij de kanselarij kwam. Hij wou geen andere mensen in gevaar brengen tijdens het vluchten omdat hij mensen enkel zou ophouden door zijn krukken.

## Lidmaatschapsnummers
- NSDAP-nr.: 73.023[14] (lid geworden 1930)
- SS-nr.: 2.605[14] (lid geworden 1 februari 1930)

## Militaire carrière
- SS-Sturmführer: 9 juli 1933[15]
- SS-Obersturmführer: 1 juli 1934[15]
- SS-Hauptsturmführer: 15 september 1935[14]
- SS-Sturmbannführer:
- SS-Obersturmbannführer:

## Onderscheidingen
- SS-Ehrenring[14]